# یوکو ۵۲۳۶
سیارک ۵۲۳۶ (به انگلیسی: 5236 Yoko، نامگذاری:1990TG3) پنج هزار و دویست و سی و ششمین سیارک کشف شده‌است که در ۱۰ اکتبر ۱۹۹۰ کشف شد.
قدر مطلق سیارک برابر ۱۳٫۰۰ است.